# Nikolay Alekseyevich Zabolotsky
Nikolay Alekseyevich Zabolotsky (tiếng Nga: Никола́й Алексе́евич Заболо́цкий, 7 tháng 5 năm 1903 – 14 tháng 10 năm 1958) – dịch giả, nhà thơ Nga.

## Tiểu sử
Nikolay Zabolotsky sinh ở Kazan. Bố là nhà nông học, mẹ là cô giáo trường làng. Thuở nhỏ sống ở làng Sernur (nay là nước cộng hòa Mari El). Năm 1920 học xong trung cấp ở Urzhum, Nikolay Zabolotsky lên Moskva và sau đó đến Petrograd học ngôn ngữ và văn học ở trường Đại học sư phạm. Tốt nghiệp Đại học sư phạm năm 1925. Năm 1926 vào quân đội và ra quân năm 1927. Cũng trong năm này Nikolay Zabolotsky cùng một số nhà thơ khác thành lập nhóm văn học – sân khấu OBERIUS (ОБЭРИУ (Объединение Реального Искусства – Thống nhất Nghệ thuật Hiện thực) tiếp tục truyền thống của phái Vị lai (Futurism).
Năm 1929 in tập thơ đầu Столбцов và có được thành công ngoài sức tưởng tượng của Nikolay Zabolotsky. Tập thơ này cũng đã gây ra nhiều vụ xì-căng-đan trên các tờ báo. Tập thơ Стихотворения. 1926—1932 đã chuẩn bị xong bản thảo nhưng cuối cùng không in được vì bị phê phán là có những liên quan về chính trị. Điều này đã ảnh hưởng đến sáng tác của Zabolotsky một vài năm sau đó. Trong thập niên 1930 ông viết nhiều thơ và truyện cho thiếu nhi.
Ngày 19 tháng 3 năm 1938 Nikolay Zabolotsky bị bắt giam vì tội tuyên truyền chống chính quyền Xô Viết. Bị khai trừ khỏi Hội nhà văn và bị đày đi các trại cải tạo ở vùng Viễn Đông trong một thời gian dài nhưng Nikolay Zabolotsky cũng còn may mắn là chưa bị xử bắn như Boris Petrovich Kornilov (chồng của nữ thi sĩ Olga Berggolts) và nhiều người khác. Đó là do dù bị chịu những cực hình tra tấn nhưng ông không thừa nhận sự buộc tội trong việc thành lập tổ chức phản cách mạng. Thời gian ở các trại cải tạo ông đã diễn ra thơ tiếng Nga hiện đại tác phẩm Câu chuyện về cuộc hành binh Igor (Слова о полку Игореве) rất thành công, được đánh giá là bản dịch chính xác và hay nhất. Điều này cũng đã phần nào giúp ông được trả tự do và được trở về Moskva năm 1946. Cũng trong năm này ông được phục hồi hội viên Hội Nhà văn và được sống ở thủ đô Moskva.
Dù phải nếm trải những đòn đau của số phận nhưng cuối cùng Nikolay Zabolotsky cũng đã biết cách gìn giữ được tài năng và trung thành với nghiệp văn chương cho đến hết cuộc đời. Ngoài sáng tác thơ, văn ông còn là một dịch giả xuất sắc, nổi tiếng với những bản dịch các nhà thơ Gruzia.
Nikolay Zabolotsky mất ở Moskva.

## Tác phẩm
- Столбцы, 1929
- Вторая книга, 1937
- Стихотворения, 1948
- Стихотворения, 1957
- Стихотворения, 1959
- Избранное, 1960
- Стихотворения. Под общей редакцией Глеба Струве и Б. А. Филиппова. Вступительные статьи Алексиса Раннита, Бориса Филиппова и Эммануила Райса. Washington, D.C.-New York: Inter-Language Literary Associates, 1965.
- Стихотворения и поэмы. М.-Л., Сов.писатель, 1965 (Б-ка поэта. Большая серия);
- Избранные произведения в 2-х тт. М., Худож. литература, 1972;
- Собрание сочинений в 3-х тт. М., Худож. литература, 1983—1984;
- Вешних дней лаборатория. М., Молодая гвардия, 1987.

## Một vài bài thơ
Клялась ты - до гроба

Клялась ты - до гроба
Быть милой моей.
Опомнившись, оба
Мы стали умней.

Опомнившись, оба
Мы поняли вдруг,
Что счастья до гроба
Не будет, мой друг.

Колеблется лебедь
На пламени вод.
Однако к земле ведь
И он уплывет.

И вновь одиноко
Заблещет вода,
И глянет ей в око
Ночная звезда.

Признание

Зацелована, околдована,
С ветром в поле когда-то обвенчана,
Вся ты словно в оковы закована,
Драгоценная моя женщина!

Не веселая, не печальная,
Словно с темного неба сошедшая,
Ты и песнь моя обручальная,
И звезда моя сумашедшая.

Я склонюсь над твоими коленями,
Обниму их с неистовой силою,
И слезами и стихотвореньями
Обожгу тебя, горькую, милую.

Отвори мне лицо полуночное,
Дай войти в эти очи тяжелые,
В эти черные брови восточные,
В эти руки твои полуголые.

Что прибавится - не убавится,
Что не сбудется - позабудется...
Отчего же ты плачешь, красавица?
Или это мне только чудится?